# Laurent Wolf
Laurent Wolf (Toulouse, 1970) is een Franse Tribal-house-producer en dj. Laurent Wolf is de artiestennaam van Laurent Debuire.
Hij is vooral bekend geworden in 2008 met zijn single No Stress.

## Discografie

### Singles
| Single met eventuele hitnotering(en) in de Nederlandse Top 40 | Datum van verschijnen | Datum van binnenkomst | Hoogste positie | Aantal weken | Opmerkingen                                                               |
| ------------------------------------------------------------- | --------------------- | --------------------- | --------------- | ------------ | ------------------------------------------------------------------------- |
| Calinda                                                       | 2004                  | 12-06-2004            | 10              | 8            | als Ritmo Dynamic / Nr. 20 in de Single Top 100 / Dancesmash op Radio 538 |
| Calinda 2005                                                  | 2005                  | -                     |                 |              | als Ritmo Dynamic / Nr. 57 in de Single Top 100                           |
| No stress                                                     | 2008                  | 31-05-2008            | 18              | 10           | Nr. 10 in de Single Top 100                                               |
| Wash my world                                                 | 2008                  | 25-10-2008            | 34              | 3            | Nr. 63 in de Single Top 100                                               |
| Walk the line (Remix)                                         | 2009                  | 19-09-2009            | tip11           | -            | Nr. 83 in de Single Top 100                                               |

| Single met hitnotering(en) in de Vlaamse Ultratop 50 | Datum van verschijnen | Datum van binnenkomst | Hoogste positie | Aantal weken | Opmerkingen       |
| ---------------------------------------------------- | --------------------- | --------------------- | --------------- | ------------ | ----------------- |
| Calinda                                              | 2004                  | 24-07-2004            | tip2            | -            | als Ritmo Dynamic |
| No stress                                            | 2008                  | 26-04-2008            | 1(1wk)          | 32           |                   |
| Wash my world                                        | 2008                  | 23-08-2008            | 12              | 17           |                   |
| Seventies                                            | 2008                  | 27-12-2008            | tip6            | -            | met Mod Martin    |
| Walk the line (Remix)                                | 2009                  | 26-09-2009            | 18              | 9            |                   |

- Bibsys: 9060237
- Bibliothèque nationale de France: cb140070263 (data)
- Gemeinsame Normdatei: 137416652
- International Standard Name Identifier: 0000 0003 5465 8652
- MusicBrainz: 282269b2-b468-4cf9-aea5-20c632429b85
- Nationale Bibliotheek van Tsjechië: xx0085748
- Système universitaire de documentation: 158164164
- Virtual International Authority File: 49419758
- WorldCat: E39PBJxcVxCW7kpdqX86MVpkjC